# Nationalpark Coiba
Der Nationalpark Coiba, im Spanischen Parque Nacional Coiba, liegt an der Pazifikküste Panamas im Golf von Chiriquí und ist nach der Insel Coiba benannt, die ein Teil des Nationalparks ist. Verwaltungstechnisch gehört er zu den Provinzen Veraguas und Chiriquí. Insgesamt umfasst der Nationalpark eine Fläche von 2701 km² mit weiteren 38 kleineren Inseln und ein größeres Gebiet des Pazifiks, in dem sich unter anderem ein großes Korallenriff befindet. Er gilt als einer der größten maritimen Nationalparks weltweit. Seit dem Jahr 2005 wird er auf der UNESCO-Welterbe-Liste geführt; er kann besichtigt werden.

## Geschichte
Ursprünglich wurde das Parkgebiet von den Cacique Coiba, einem indigenen Volk bewohnt. Um das Jahr 1560 erfolgte die Eroberung. Im Jahr 1918 brachte Panama die Insel in seinen Besitz und wandelte sie in eine Strafkolonie um, in der bis zu 3000 Gefangene lebten und zum Teil auf schreckliche Weise gefoltert wurden. Im Jahr 1992 erfolgte die Gründung des Coiba Nationalparks zu dem dann auch die Inseln Rancheria, Jicaron, Jicarita, Canal de Afuera, Uva, Contreras, Pajaros und Brincanco gehörten. In seinem heutigen Umfang wurde der Nationalpark im Jahr 2001 von H. L. Freidi Torres deklariert.

## Fauna und Flora
Vor etwa 12.000 bis 15.000 Jahren wurde die Insel Coiba durch geologische Aktivitäten vom Festland abgetrennt, in der Folgezeit konnten sich dort zahlreiche Spezies isoliert als endemische Arten bzw. Unterarten entwickeln. Auf Coiba leben 147 Vogelarten. Endemisch ist unter anderem eine Unterart des Rotkappenspechts (Melanerpes rubricapillus subfusculus). Von den Säugetierarten gelten beispielsweise das Coiba-Aguti (Dasyprocta coibae), der Coiba-Brüllaffe (Alouatta coibensis) oder auch eine Unterart des Südopossums (Didelphis marsupialis battyi) und des Weißwedelhirschs (Odocoileus virginianus rothschildi) als endemisch. Die Zahl der Pflanzenarten wird auf etwa 1450 geschätzt. Auch die maritimen Bereiche des Nationalparks zeichnen sich durch eine außerordentliche Artenvielfalt aus: Zu den geschätzten 760 Arten zählen 23 Wal- und Delphinarten sowie 33 Haiarten.